# 井上就貞 (八兵衛)
井上 就貞（いのうえ なりさだ）は、江戸時代前期の毛利家の家臣・長州藩士。父は井上就勝。知行は200石。

## 生涯
寛永14年（1637年）、長州藩士・井上就勝の子として生まれ、毛利秀就と綱広の2代に仕える。
正保4年（1647年）に秀就から「八兵衛尉」の官途名と「就」の偏諱を与えられ、諱を就貞とした。
寛文8年（1668年）9月22日に死去した。享年32。子の道経が跡を継いだ。